# The Waters
『The Waters』（ザ・ウォーターズ）は1998年12月3日に発売されたMY LITTLE LOVERのアルバム。トイズファクトリーより発売。

## 解説
2年間アルバムのリリースがなかった一方で、1998年に発売したアルバムは3枚と最も多いものである。そして暮れに出された本作が同年最後の作品となり、活動休止となる。
本作は他のアルバムに比べ最も異質で、実験的な要素の強いものである。その内容は、未発表曲と他作品に収録された曲のリミックス・ヴァージョンから構成されている。「special issue #2 album and photobook」ということになっており、歌詞カードとして48Pオールカラーブックレットが付いており、凝っている。このブックレットに使われている写真は「STARDUST」のMVと同じようなカットが多数使われている。
本作をオリジナル・アルバム4枚目と数えるか、「Topics」をそう数えるかは微妙なところで、小林自身もTOKYO FM「アーティスト・プロデュース・スーパー・エディション」出演時にそのように語っていた。表記上は7曲収録であるが、後述の通り隠しトラックが存在している。2008年にavex traxから再発された際に、通常のプラケース仕様に再デザインされた。

## 収録曲
特記除く 全作詞・作曲・編曲:小林武史
1. THE WATERS
未発表曲。
2. STARDUST (version 2)
弦編曲:四家卯大&小林武史
アルバム「NEW ADVENTURE」収録曲をリミックスしたもの。
3. ランデブー
作詞:AKKO
CD文庫「Private eyes Rough Mix」、シングル「空の下で」収録曲。
4. Tokyo Tower (version 2)
作詞:AKKO
CD文庫「Private eyes Rough Mix」収録曲をリミックスしたもの。
5. ロンリーハート
未発表曲。
ベストアルバム「Self Collection 〜15 Currents〜」にも収録。
6. listen (version 2)
作詞:AKKO、弦編曲:四家卯大&小林武史
シングル「Private eyes」収録曲をリミックスしたもの。
7. STARDUST (version 3)
弦編曲:四家卯大&小林武史

- 表記上は7曲収録だが、7曲目終了後、8トラックに無音部、9トラック以降に隠しトラックが存在しており、実際は28トラックある。CDのパッケージ自体にも「?. Sign of Thursday ～hidden track～」(hidden trackは隠しトラックの意)との表記があり、9曲目以降が「Sign of Thursday」(インスト、作曲:小林武史)ということである。一部機器を除くが、CD全体が70分0秒になるように収録されており、CDのケース内部に書かれている。
  - 9トラック～13トラックには、およそ7秒ずつ「Don't stop, please」や「And now we are running at thirteen track」などの男女の声が入っている。
  - 14トラック(およそ14分32秒)には、「7,5,3,2,1,0」というカウントの後、しばらく演奏が続き、「ップな空を…ただただひたすら走り続ける…」などというメッセージが入っている。曲のアレンジは変わっていく。終わりかけたころ、「私の手に好きな男を繋いで私は回り続ける…踊り続ける…」などというメッセージが入る。
  - 15トラック～20トラックには、およそ14秒ずつピアノの音にはじまり、「Don't stop, please」や「We are running at twenty track」や「No」という声が入っている。
  - 21トラック(およそ3分08秒)には、前トラックの演奏が繋がれて演奏されるが、少し間を置いてピアノの演奏へと変わり、「水の中に波は起こる 小さな波は他の小さな波と干渉し合う…」「私は海を感じている…」「私の外に宇宙はあり私の中に宇宙はある…」などというメッセージが入っている。フェード・アウトで終わる。
  - 22トラック～27トラックには、およそ21秒ずつ、また「Don't stop, please」や「We are running at twenty-second track」という声が入り、「Now I am here」「Now you are there」などという声が入っている。27トラックはAKKOの声で「27番目のトラックで私はあなたに話しかけています…」というメッセージを繰り返している。後から男女の声で「Don't worry, baby」「Don't be afraid」という声が重ねて入ってくる。そのまま28トラックへ繋がる。
  - 28トラック(およそ8分40秒)に「STARDUST」の別ヴァージョンが収録されている。冒頭で赤ん坊の泣き声が入り、男性の声で「Congratulations!」と入った後、曲が始まる。曲は女性の声で「Stop」と入り終了する。
- なお、iTunes Storeなどの配信ではこの隠しトラックは削除されて提供されている。
- これらの詩はAKKOがPrivate eyes Rough Mix(角川mini文庫)の作中で綴った散文詩から用いられている。

## 演奏
- AKKO：Vocal
- 藤井謙二：Guitar
- 小林武史：Keyboards, Strings Arrangement
- 吉田誠：Computer Programming
- 松永俊弥：Drums (#1.2.3.5)
- 美久月千晴：Bass (#3.5)
- 小幡英之：Sax (#3)
- 長田功：Trumpet (#3)
- 沖祥子：Violin (#2.5.7)
- 四家卯大
  - Strings Arrangement
  - Cello (#2.5.7)
- 四家卯大ストリングス：Strings (#2.6.7)